# Önupp
Önupp är en sjö i Överkalix kommun i Norrbotten och ingår i Kalixälvens huvudavrinningsområde. Sjön har en area på 0,212 kvadratkilometer och ligger 36,1 meter över havet. Önupp ligger i Torne och Kalix älvsystem Natura 2000-område.

## Delavrinningsområde
Önupp ingår i det delavrinningsområde (737119-181848) som SMHI kallar för Utloppet av Djupträsket. Medelhöjden är 52 meter över havet och ytan är 41,33 kvadratkilometer. Räknas de 24 avrinningsområdena uppströms in blir den ackumulerade arean 509,87 kvadratkilometer. Alsån (Pilkån) som avvattnar avrinningsområdet har biflödesordning 2, vilket innebär att vattnet flödar genom totalt 2 vattendrag innan det når havet efter 74 kilometer. Avrinningsområdet består mestadels av skog (55 procent). Avrinningsområdet har 9,5 kvadratkilometer vattenytor vilket ger det en sjöprocent på 23 procent.